# Pere Martínez i Ventura
Pere Martínez i Ventura (Sant Cugat del Vallès, Vallès Occidental; 29 de novembre de 1988) és un músic i cantaor de flamenc català, reconegut artísticament com Pere Martínez.

## Trajectòria artística
Format com a músic en el Taller de Músics de Barcelona, va ser graduat en estudis d'interpretació vocal en 2018 i és bon coneixedor del cant flamenc clàssic, aprenent amb artistes flamencs com Juan Gómez "Chicuelo" o Chiqui de la Línia i influenciat en els seus inicis pel cant de Duquende. Martínez ha cantat en molt diversos espectacles i concerts de diferent format, sempre com a cantant de música tradicional amb base flamenca, donant veu a obres diferents del flamenc clàssic i creant sinergies amb altres músiques populars. Ha cantat en el Palau de la Música Catalana de Barcelona en 2013 en el Centenari del poeta Salvador Espriu ("Geografia Espriu") i en 2018 amb l'espectacle Flamenkat, en el que s'uneixen el flamenc i la música catalana. També destaca la seva participació en tres edicions del Festival Ciutat Flamenc: 2014 (Els Trinxeres de 1714), 2015 (Bodas de sangre de la mà del compositor Enric Palomar) i en la inauguració de l'edició 2018 amb el seu grup "Els Aurora", presentant el seu primer disc com a banda.
El cantaor va participar com a solista del concert Rèquiem al cantaor dels poetes, d'Enric Palomar, un homenatge a Enrique Morente, estrenat en el Auditori de Barcelona juntament amb la ONC el 2017 o posteriorment el 2021 a Tres amores oscuros
El 2016 neix el grup "Los Aurora" (homenatge a l'Aurora de Nova York de Federico García Lorca), Pere Martínez porta la veu cantant, el grup es crea com a encàrrec de l'Auditori de Barcelona sota els auspicis d'Enric Palomar, en els seus inicis la formació navega entre el flamenc i el jazz, Lorca i Manuel de Falla, Dante i Felip Pedrell, el tradicional i el contemporani. "Els Aurora" són Pere Martínez (cant), Max Villavecchia (piano), Javier Garrabella (baix elèctric) i Joan Carles Marí (bateria), acompanyats pel ball de José Manuel Álvarez o Pol Jiménez. El 2022 publiquen el seu segon disc com a grup sota el títol La bassa de la medusa, un treball amb unes sonoritats més rockeres, sobre poemes de Machado, Neruda, José Martí, Homer, Kavafis, Dante i un únic contemporani, el cubà Rogelio Martínez Furé. Amb els seus versos han elaborat una dotzena de composicions, obra sobretot de Villavecchia i Garrabella, encara que arrodonides en aportació conjunta, al disc col·laboren Niño de Elche, Pastís Relena i Juan Gómez "Chicuelo".
El 2022, Pere Martínez enregistra el seu primer disc en solitari que portarà per títol Records, fent una primera presentació del projecte al Mercat de Música Viva de Vic, en el que interpreta peces del cancioner tradicional català, així com d'autors de la cançó com Lluís Llach (Vida), Maria de la Mar Bonet (Què volen aquesta gent?) o Joan Manuel Serrat (Pare, Menuda) amb el seu segell flamenc. L'origen del treball és l'espectacle Tants records que va estrenar com a cantant a la Fira Mediterrània de Manresa el 2015 acompanyant l'Esbart Dansaire de Sant Cugat.

## Discografia
- Records (2023), publicat en discs senzills digitalment.

### Amb Los Aurora
- Los Aurora (2017)
- La balsa de la medusa (2022)

### Col·laboracions discogràfiques
- 2015. En el disc Toma café (Iturralde for clarinets) de "Barcelona Clarinet Players" canta en Cançión del fuego fatuo.
- 2016. Al disc That darkness de la cantant i saxofonista Eva Fernández, canta el bolero El día que me quieras.[11]
- 2018. El disc Égloga – New Flamenc for Clarinets and Voice amb BCN Clarinet Players (2018)[12]
- 2018. Al disc Ruegos y demás de la cantautora catalana Raquel Lúa el tema Preciosa y el aire.
- 2018. Cors en tres temes del disc Cant espiritual d'Ausiàs March del cantaor valencià Carles Dénia.[13]
- 2019. New York Tableaux (Discmedi), lletra de Valentí Gómez-Oliver del seu poemari Retaule de Nova York/Retablo de Nueva York, música d'Ivan Santa.[14]
- 2020. Al disc Akeré del mateix grup el tema "Rumbalucha".
- 2020. Al disc en vinil Anoche de la pianista Marta Cascales Alimbau canta el tema Lágrimas negras.[15]
- 2021. Al disc Arrels del projecte Libérica de cançó tradicional catalana liderat per Manel Fortià.[16]
- 2021. Al disc Llum (Cançons, poemes i lluita) amb la Cobla Marinada.
- 2022. Al disc Vuelve la luz de "El hijo del flaco" canta el tema Me he levantado.
- 2022. Al senzill En la orilla del mar el mateix tema del músic xilè Subhira.
- 2023. El tema Dos sound systems a la vez amb DJ Rambla.
- 2023. El disc senzill Mayrig amb Los Aurora i Anna Ferrer.
- 2023. Cors al disc Toda la vida, un día de Sílvia Pérez Cruz.